# Marcilly-sur-Seine
Marcilly-sur-Seine è un comune francese di 665 abitanti situato nel dipartimento della Marna nella regione del Grand Est.Si trova vicino alla confluenza dell'Aube con la Senna. 

## Società

### Evoluzione demografica
Abitanti censiti